# 克拉马
克拉马（法語：Clamart，發音：[klamaʁ] ⓘ），法国中北部城市，法兰西岛大区上塞纳省的一个市镇，隶属于安东尼区，其市镇面积为8.77平方公里，2022年1月1日时人口数量为56,882人，在法国城市中排名第111位。
克拉马位于上塞纳省南部，是巴黎南部的一个卫星城，法兰西岛有轨电车6号线、10号线和巴黎—布雷斯特铁路经过其境内。

## 地名来源
根据蓝色法兰西电台一篇文章的论述，“Clamart”一名出自高卢语单词“clunia”，意为草原、草地，对应现代法语单词“prairie”。
此外，因翻译标准不同，“Clamart”在部分汉语资料中又被译为克拉马尔。

## 历史

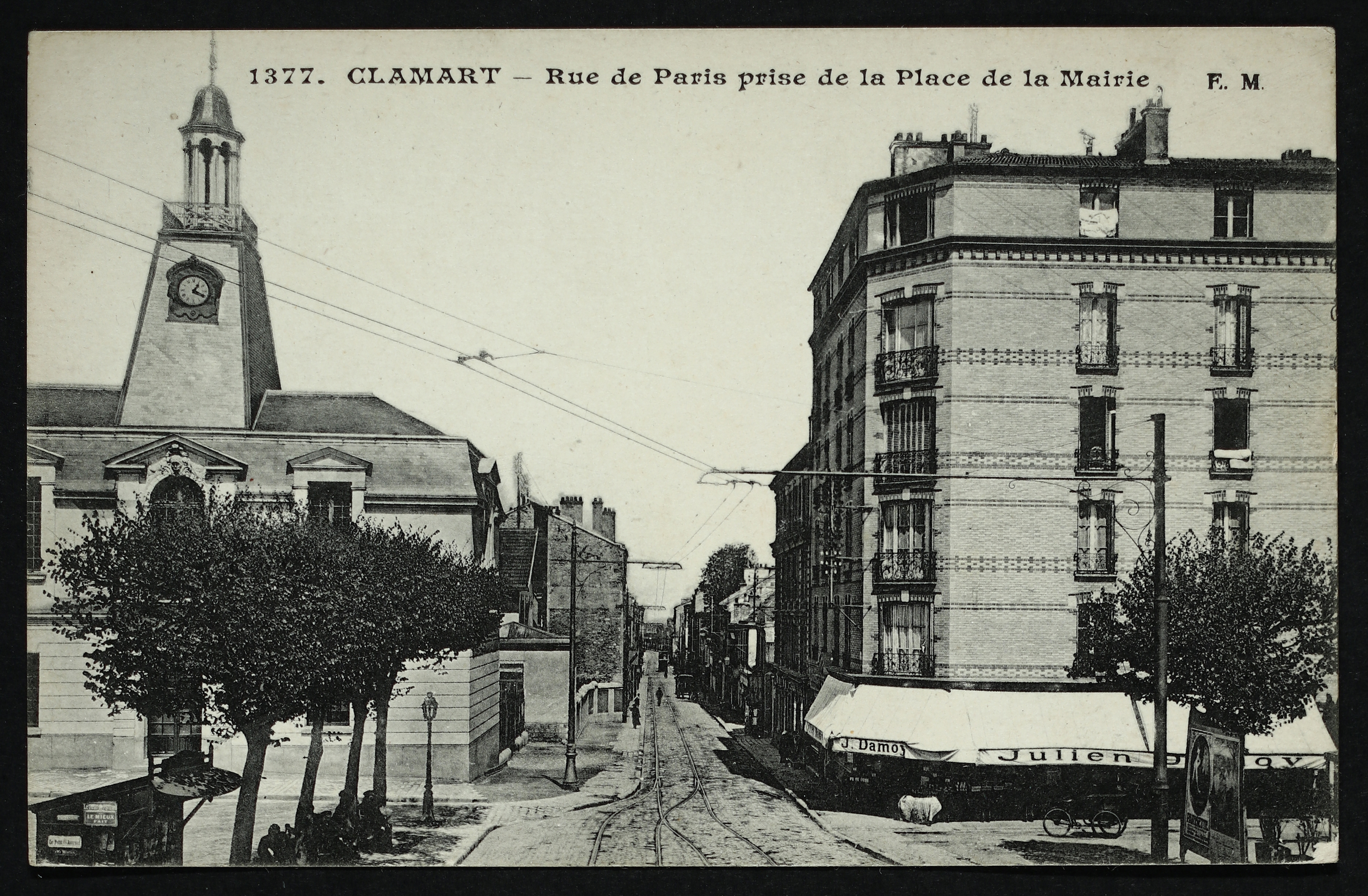
1900年的克拉马镇中心

克拉马的早期历史尚不清楚。根据当地官方网站的论述，克拉马境内的林地内曾发现新石器时期的人类活动遗迹。公元七世纪末，克拉马首次在一份文件中被提及。11世纪时，克拉马境内建成了圣伯多禄-圣保罗教堂，其附近此后逐渐形成聚落。中世纪末期，克拉马境内出现了果园和农场。英法百年战争、宗教战争及三十年战争期间，克拉马均受到波及，当地的教堂曾一度被用作难民收纳所。1659年，克拉马境内建成了一处谷物磨坊。法国大革命后，克拉马成为巴黎省（1795年改名“塞纳省”）的一个市镇。1840年，途径克拉马的巴黎—布雷斯特铁路建成通车。此后，得益于工业革命的推进及巴黎的城市扩张，克拉马境内出现了多处工业部门，当地人口数量逐年增加。第一次世界大战期间，大批克拉马青年居民参与前线战争，其中约500人在战争中身亡。二战期间，克拉马境内曾出现抵抗运动组织。1961年6月1日，克拉马一处居民楼发生倒塌事故，造成21人遇难，多处居民楼垮塌。1962年8月22日，克拉马境内的小克拉马街区（Petit Clamart）发生袭击案，原军事工程师让·巴斯蒂安-蒂里密谋在此刺杀戴高乐将军但未能成功。1967年，克拉马成为同名县的县治。1968年，塞纳省被撤销，克拉马被划入新成立的上塞纳省。自2016年起，克拉马成为大巴黎都会区的一部分。

## 地理

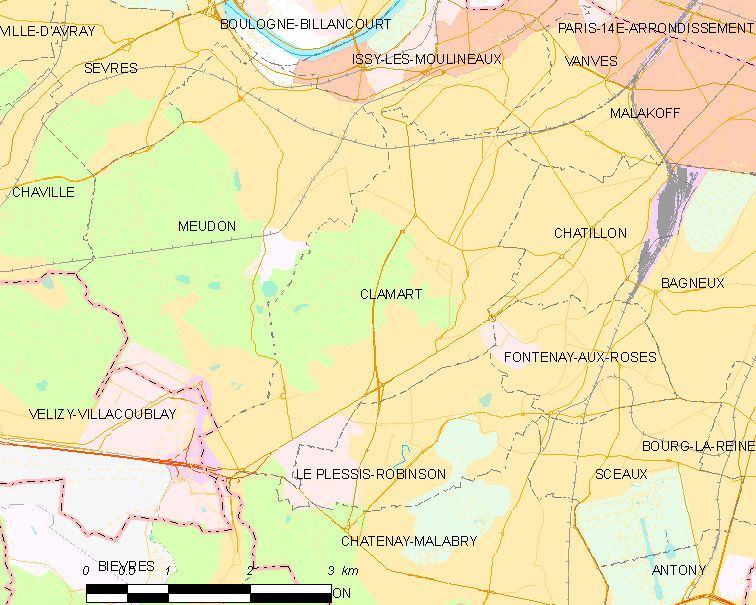
克拉马市镇范围地图

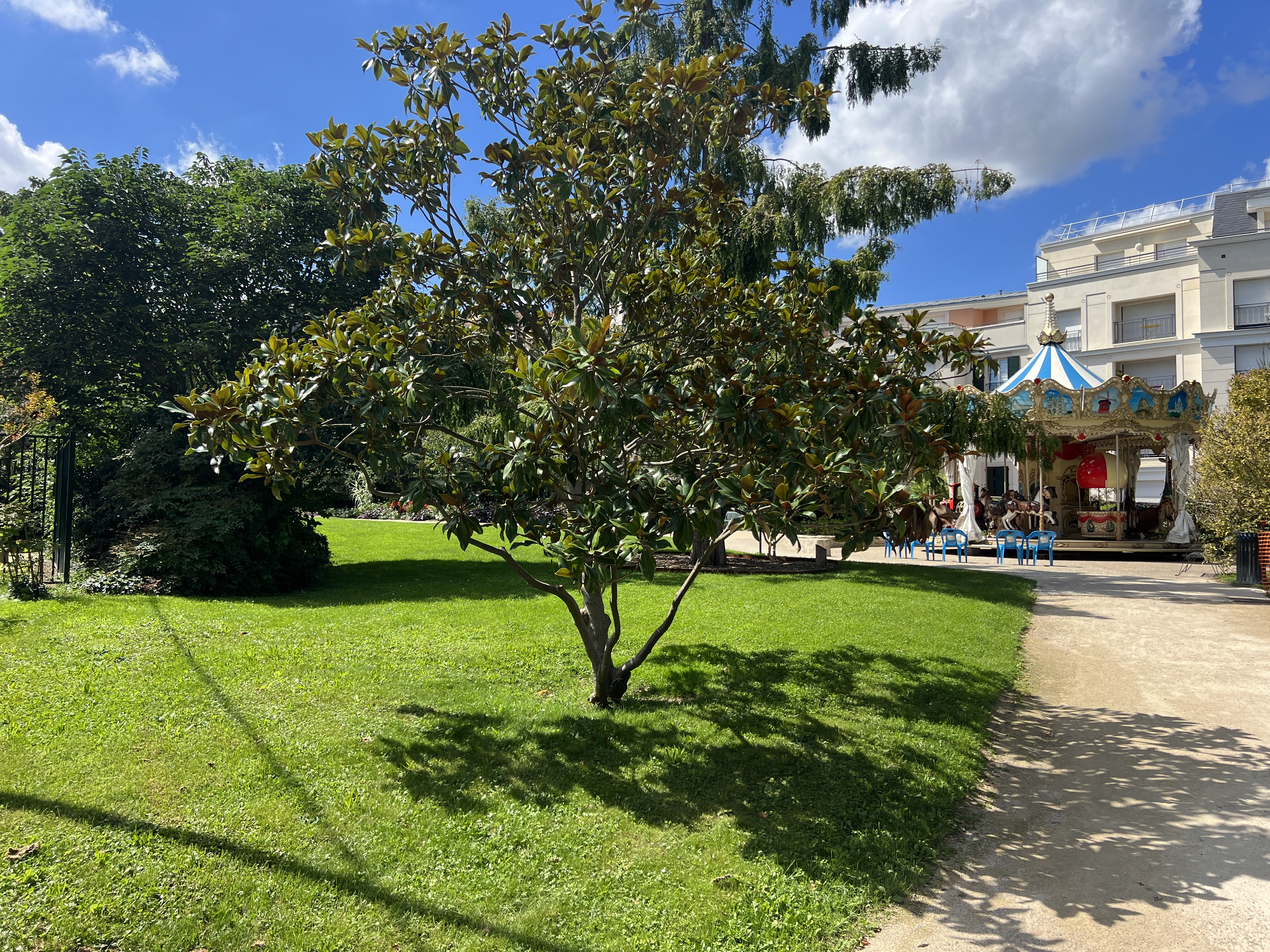
白宫公园

克拉马位于法国中北部，法兰西岛大区中部和上塞纳省南部，其西南侧与埃松省和伊夫林省接壤，距离省会楠泰尔大约15公里。与克拉马接壤的市镇包括：比耶夫尔、沙特奈马拉布里、沙蒂永、马拉科夫、丰特奈欧罗斯、伊西莱穆利诺、勒普莱西罗班松、默东、旺沃和韦利济-维拉库布莱。

### 地形
克拉马位于巴黎盆地腹地，境内以平原和缓丘为主，整体地势自北向南抬升，其中市镇东北部地势较为平坦；市镇中心及西南部为丘陵，部分区域起伏明显；南部的“平原”街区地势亦较为平坦。克拉马市镇全境海拔在63到174米之间。

### 水文
克拉马位于塞纳河流域，其市镇范围内无大型地表径流及水域。

### 植被
克拉马属于温带阔叶混交林区，林地多分布于坡地地带，镇中心的白宫公园（Parc de la Maison Blanche）是当地主要的城市绿地，市区西南部为克拉马树林（Bois de Clamart）。
在鲜花城市的评比中，克拉马被评为3星级鲜花城市。

### 气候
克拉马在柯本气候分类法中属于温带海洋性气候（Cfb）。
距离克拉马最近的常年气象站位于丰特奈欧罗斯境内，以下为该气象站的数据（其中日照数据取自巴黎-奥利机场）：
| 丰特奈欧罗斯 1981年－2019年 | 丰特奈欧罗斯 1981年－2019年 | 丰特奈欧罗斯 1981年－2019年 | 丰特奈欧罗斯 1981年－2019年 | 丰特奈欧罗斯 1981年－2019年 | 丰特奈欧罗斯 1981年－2019年 | 丰特奈欧罗斯 1981年－2019年 | 丰特奈欧罗斯 1981年－2019年 | 丰特奈欧罗斯 1981年－2019年 | 丰特奈欧罗斯 1981年－2019年 | 丰特奈欧罗斯 1981年－2019年 | 丰特奈欧罗斯 1981年－2019年 | 丰特奈欧罗斯 1981年－2019年 | 丰特奈欧罗斯 1981年－2019年 |
| 月份                        | 1月                         | 2月                         | 3月                         | 4月                         | 5月                         | 6月                         | 7月                         | 8月                         | 9月                         | 10月                        | 11月                        | 12月                        | 全年                        |
| --------------------------- | --------------------------- | --------------------------- | --------------------------- | --------------------------- | --------------------------- | --------------------------- | --------------------------- | --------------------------- | --------------------------- | --------------------------- | --------------------------- | --------------------------- | --------------------------- |
| 历史最高温 °C（°F）         | 16.5 (61.7)                 | 20 (68)                     | 25 (77)                     | 31 (88)                     | 32 (90)                     | 36.5 (97.7)                 | 37.5 (99.5)                 | 42 (108)                    | 34 (93)                     | 29 (84)                     | 21 (70)                     | 16.5 (61.7)                 | 42 (108)                    |
| 平均高温 °C（°F）           | 7 (45)                      | 8.2 (46.8)                  | 12.2 (54.0)                 | 15.6 (60.1)                 | 19.8 (67.6)                 | 23.1 (73.6)                 | 25.7 (78.3)                 | 25.6 (78.1)                 | 21.4 (70.5)                 | 16.5 (61.7)                 | 10.8 (51.4)                 | 7.6 (45.7)                  | 16.1 (61.0)                 |
| 日均气温 °C（°F）           | 4.4 (39.9)                  | 5.1 (41.2)                  | 8.3 (46.9)                  | 11 (52)                     | 14.9 (58.8)                 | 18 (64)                     | 20.3 (68.5)                 | 20.1 (68.2)                 | 16.6 (61.9)                 | 12.6 (54.7)                 | 7.7 (45.9)                  | 5.2 (41.4)                  | 12 (54)                     |
| 平均低温 °C（°F）           | 1.8 (35.2)                  | 2.1 (35.8)                  | 4.4 (39.9)                  | 6.4 (43.5)                  | 10.1 (50.2)                 | 12.9 (55.2)                 | 14.9 (58.8)                 | 14.7 (58.5)                 | 11.9 (53.4)                 | 8.7 (47.7)                  | 4.7 (40.5)                  | 2.6 (36.7)                  | 7.9 (46.2)                  |
| 历史最低温 °C（°F）         | −16 (3)                     | −11 (12)                    | −7.5 (18.5)                 | −2 (28)                     | 1.5 (34.7)                  | 5 (41)                      | 6.5 (43.7)                  | 6 (43)                      | 5 (41)                      | −1 (30)                     | −7 (19)                     | −9.5 (14.9)                 | −16 (3)                     |
| 平均降水量 mm（）           | 55.7 (2.19)                 | 46.2 (1.82)                 | 49.3 (1.94)                 | 53.3 (2.10)                 | 60 (2.4)                    | 48.5 (1.91)                 | 58.7 (2.31)                 | 55.3 (2.18)                 | 51.1 (2.01)                 | 63.7 (2.51)                 | 50.9 (2.00)                 | 60.3 (2.37)                 | 653 (25.7)                  |
| 月均日照時數                | 43.4                        | 66.3                        | 162.6                       | 172.4                       | 165.4                       | 176.6                       | 232.1                       | 220.4                       | 193.9                       | 131.9                       | 49.1                        | 55.3                        | 1,669.4                     |
| 来源：infoclimat.fr         |                             |                             |                             |                             |                             |                             |                             |                             |                             |                             |                             |                             |                             |

## 行政区划
克拉马的市镇编号为92023，邮政编号为92140。
在行政管理方面，克拉马隶属于法国法兰西岛大区上塞纳省安东尼区；在地方选举方面，克拉马是克拉马县的中央投票站所在地，其市镇范围全境被划入上塞纳省第十二选区；在社会管理方面，克拉马是大巴黎都会区及大巴黎南部河谷土地公共管理局的组成部分。
截至2024年10月，克拉马市镇范围内暂无任何城市敏感街区及城市政策优先街区。
法国国家统计与经济研究所（简称“INSEE”）在进行数据统计时，将克拉马及相邻的另外406个市镇设为巴黎城市核心区，并将包括核心区在内的周边共1,794个市镇划为巴黎城市区。自2020年起，巴黎城市区被包含1,949个市镇的巴黎城市辐射区代替。此外，INSEE还将克拉马市镇分为了21个“块区”（IRIS），以便于统计人口分布情况。

## 交通

### 公路
上塞纳省省道D2线、D68线、D71线、D130线、D406线和D906线等在克拉马境内交汇。克拉马境内的大部分道路已完成城市化改造，配套有照明、排水、人行道等设施。
| 29 | 4.6 |

| 楠泰尔 | 15 |

| 默东 | 3.2 |

| 伊西莱穆利诺 | 3.4 |

2021年，66.6%的克拉马家庭拥有至少一辆私人汽车。2022年，克拉马境内共发生各类交通事故59起，造成2人遇难，62人受伤，其中9人重伤。

### 铁路

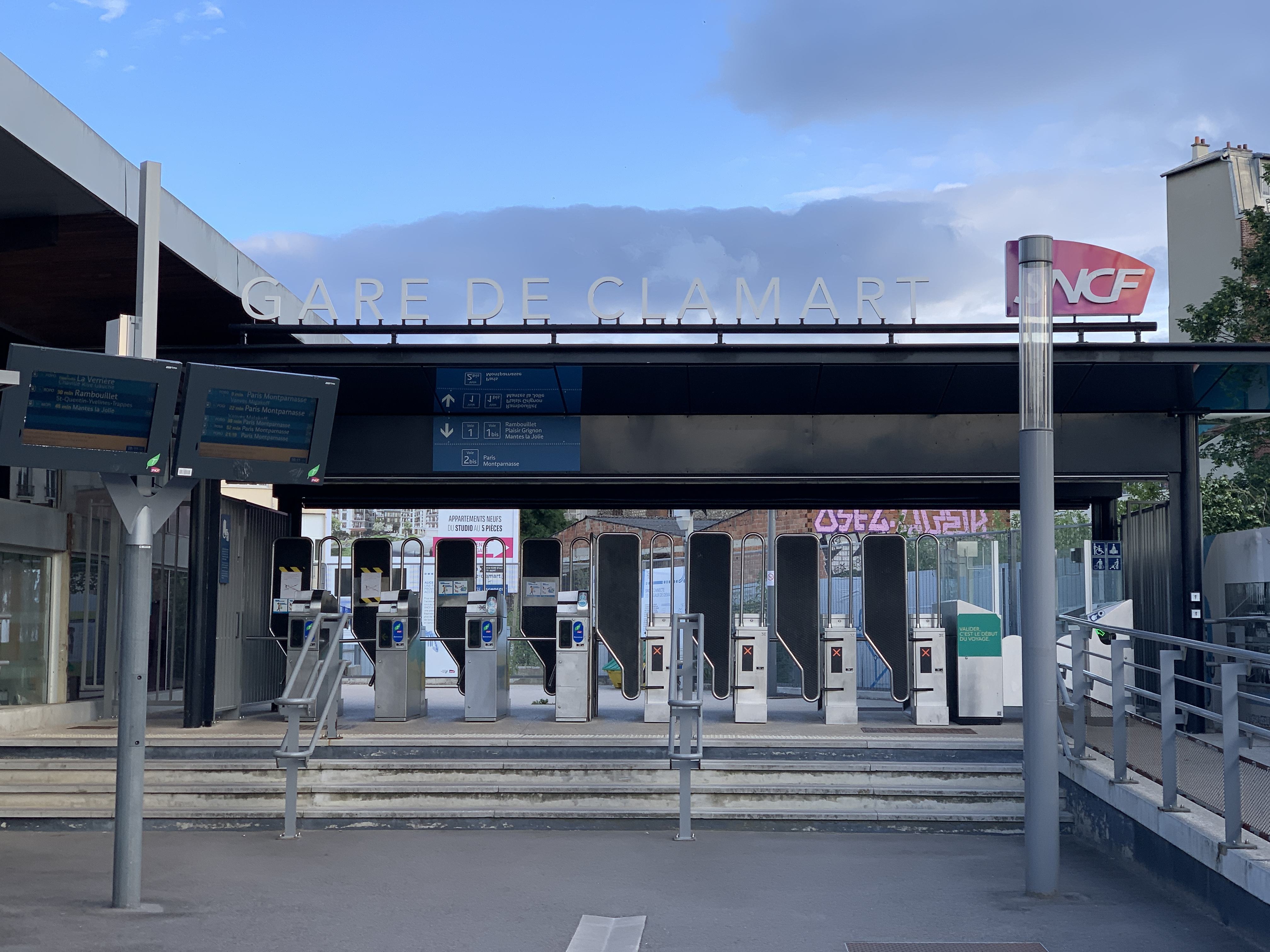
克拉马火车站

克拉马位于巴黎—布雷斯特铁路上。克拉马站位于市区北部，停靠法兰西岛大区列车N线。

### 航空
克拉马距离巴黎-奥利机场和巴黎戴高乐机场的公路里程分别大约18公里和38公里。

### 城市公共交通
法兰西岛大区列车N线、法兰西岛有轨电车6号线和巴黎公交路网的多条公交线路经过克拉马境内。
| 途经克拉马境内的主要公共交通线路                   | 途经克拉马境内的主要公共交通线路 | 途经克拉马境内的主要公共交通线路           | 途经克拉马境内的主要公共交通线路                         |
| 站点                                               | 类型                             | 经纬度                                     | 主要停靠线路                                             |
| -------------------------------------------------- | -------------------------------- | ------------------------------------------ | -------------------------------------------------------- |
| 克拉马站 Gare de Clamart                           | 城铁站                           | 48°48′51″N 2°16′24″E / 48.8141°N 2.2733°E  | [T] · [N]                                                |
| 克拉马站 Gare de Clamart                           | 公交车站                         | 48°48′53″N 2°16′20″E / 48.8146°N 2.2723°E  | RATP 59 169 394                                          |
| 克拉马站 Gare de Clamart                           | 公交车站                         | 48°48′49″N 2°16′20″E / 48.8137°N 2.2722°E  | RATP 394 南河谷巴士 Clamibus                             |
| 埃贝尔-火车站 Hébert Gare                          | 公交车站                         | 48°48′45″N 2°16′23″E / 48.8126°N 2.2731°E  | RATP 189 N62                                             |
| 旭日 Soleil Levant                                 | 有轨电车车站                     | 48°47′25″N 2°15′48″E / 48.7903°N 2.2634°E  | (T) · (6)                                                |
| 旭日 Soleil Levant                                 | 公交车站                         | 48°47′30″N 2°15′48″E / 48.7917°N 2.2634°E  | RATP 189 190 南河谷巴士 Clamibus N66（自西向东单向停靠） |
| 贝克莱尔医院 Hôpital Béclère                       | 有轨电车车站 公交车站            | 48°47′12″N 2°15′14″E / 48.7868°N 2.2538°E  | RATP 290 390 西部法兰西岛 475 N62                        |
| 白色石板 Pavé Blanc                                | 有轨电车车站 公交车站            | 48°46′51″N 2°14′25″E / 48.7808°N 2.2402°E  | RATP 190 西部法兰西岛 475                                |
| 平原城墙 Mail de la Plaine                         | 有轨电车车站 公交车站            | 48°47′01″N 2°14′48″E / 48.7836°N 2.2467°E  | RATP 190 西部法兰西岛 475（自西向东单向停靠）            |
| 巴黎人花园 Jardin Parisien                         | 有轨电车车站 公交车站            | 48°47′25″N 2°15′10″E / 48.7903°N 2.2528°E  | RATP 189 190 290 南河谷巴士 Clamibus N62 N66             |
| 克拉马-乔治·蓬皮杜 Clamart Georges Pompidou        | 有轨电车车站 公交车站            | 48°47′06″N 2°14′15″E / 48.7851°N 2.2374°E  | RATP 189 289 389 390 N61 N66                             |
| 乔治·米朗迪 Georges Millandy                       | 有轨电车车站 公交车站            | 48°47′01″N 2°13′53″E / 48.78352°N 2.2313°E | N66                                                      |
| 克拉马市政府 Mairie de Clamart                     | 公交车站                         | 48°48′00″N 2°15′48″E / 48.8001°N 2.2632°E  | RATP 190 191 南河谷巴士 Clamibus                         |
| 克拉马市际公墓 Cimetière intercommunale de Clamart | 公交车站                         | 48°47′12″N 2°14′43″E / 48.7868°N 2.2452°E  | RATP 189 190 390 南河谷巴士 Clamibus                     |
| 小克拉马环岛 Rond-Point du petit Clamart           | 公交车站                         | 48°46′40″N 2°13′46″E / 48.7778°N 2.2295°E  | RATP 179 190 巴黎-萨克雷 15 南河谷巴士 Clamibus          |
| 弗勒里 Fleury                                      | 公交车站                         | 48°48′40″N 2°15′29″E / 48.8111°N 2.2581°E  | RATP 169 190 290 南河谷巴士 Clamibus                     |
| 佩尔西医院 Hôpital Percy                           | 公交车站                         | 48°48′52″N 2°15′27″E / 48.8144°N 2.2576°E  | RATP 169 190 290                                         |
| 集市 Marché                                        | 公交车站                         | 48°48′06″N 2°15′57″E / 48.8018°N 2.2657°E  | RATP 162 189 190 191 290 南河谷巴士 Clamibus             |
| 马尔基 Marquis                                     | 公交车站                         | 48°48′19″N 2°15′33″E / 48.8053°N 2.2591°E  | RATP 162 190 290 南河谷巴士 Clamibus                     |
| 1. 2. 3.                                           |                                  |                                            |                                                          |

## 政治

### 市政内阁
克拉马的现任市长为让-迪迪埃·贝尔热先生，他是右翼联盟的一名成员，在2020年的市政选举中获得了49.89%的支持率。
| 克拉马历届市长 | 克拉马历届市长                           | 克拉马历届市长                                   |
| 任期           | 市长                                     | 党派                                             |
| -------------- | ---------------------------------------- | ------------------------------------------------ |
| 1944年－1945年 | Robert Walter 罗贝尔·瓦尔特              | PCF法国共产党                                    |
| 1945年－1947年 | Paul PADÉ 保罗·帕代                      | SFIO工人国际法国支部                             |
| 1947年－1955年 | Maurice COUETTE 莫里斯·库埃特            | MRP人民共和运动                                  |
| 1955年－1965年 | Paul PADÉ 保罗·帕代                      | SFIO工人国际法国支部                             |
| 1965年－1987年 | Jean FONTENEAU 让·丰特诺                 | CD法国民主中心 →UDF法国民主联盟 →CDS社会民主中心 |
| 1987年－2000年 | Jean-Pierre FOUCHER 让-皮埃尔·富歇       | UDF法国民主联盟 →CDS社会民主中心                 |
| 2000年－2001年 | Marie-France LAMBOTTE 玛丽-弗朗斯·朗博特 | UDF法国民主联盟                                  |
| 2001年－2014年 | Philippe KALTENBACH 菲利普·卡尔滕巴赫    | PS社会党                                         |

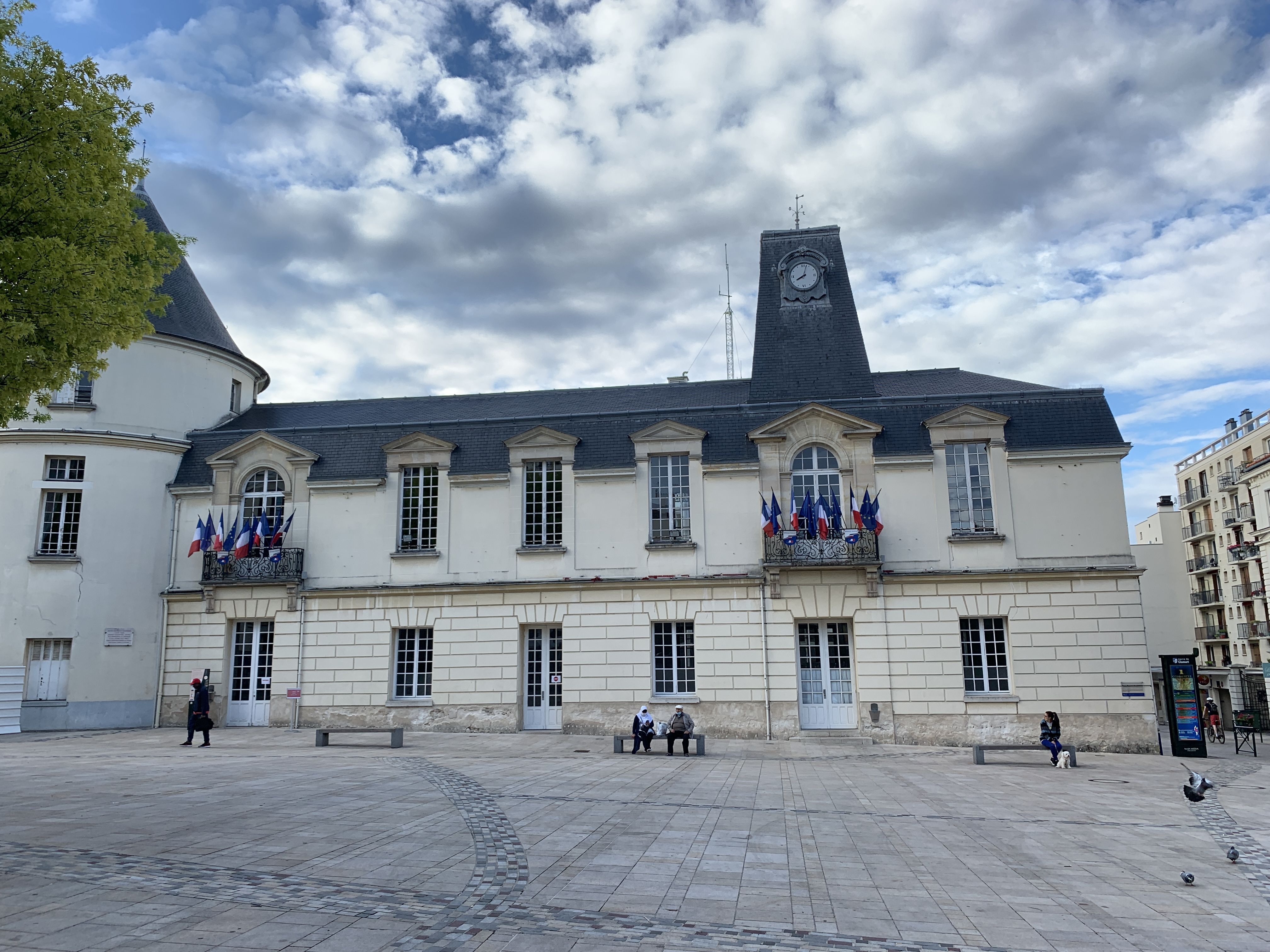
克拉马市政厅

| 2014年－       | Jean-Didier BERGER 让-迪迪埃·贝尔热      | LR共和黨 →UD共和国民主联盟                       |

### 各级选举
| 克拉马历届投票选举结果 | 克拉马历届投票选举结果 | 克拉马历届投票选举结果 | 克拉马历届投票选举结果 | 克拉马历届投票选举结果    | 克拉马历届投票选举结果 | 克拉马历届投票选举结果 | 克拉马历届投票选举结果    | 克拉马历届投票选举结果 | 克拉马历届投票选举结果 |
| 选举项目               | 选举范围               | 选区单位               | 选区单位内的选举结果   | 选区单位内的选举结果      | 选区单位内的选举结果   | 选区单位内的选举结果   | 选区单位内的选举结果      | 选区单位内的选举结果   | 参考资料               |
| 选举项目               | 选举范围               | 选区单位               | 第一轮胜出者           | 第一轮胜出者              | 支持率                 | 第二轮胜出者           | 第二轮胜出者              | 支持率                 | 参考资料               |
| ---------------------- | ---------------------- | ---------------------- | ---------------------- | ------------------------- | ---------------------- | ---------------------- | ------------------------- | ---------------------- | ---------------------- |
| 2017年法國總統選舉     | 法國                   | 市镇                   |                        | 埃马纽埃尔·马克龙         | 32.37%                 |                        | 埃马纽埃尔·马克龙         | 83.41%                 | [ 27 ]                 |
| 2017年法国立法选举     | 上塞纳省第十二选区     | 市镇                   |                        | 让-路易·布朗热            | 42.68%                 |                        | 让-路易·布朗热            | 61.85%                 | [ 27 ]                 |
| 2019年欧洲议会选举     | 法國                   | 市镇                   |                        | 纳塔莉·卢瓦索             | 29.34%                 | （不适用）             | （不适用）                | （不适用）             | [ 29 ]                 |
| 2021年法国省级选举     | 上塞纳省               | 县                     |                        | 桑德里娜·布尔 伊夫·科斯卡 | 36.82%                 |                        | 桑德里娜·布尔 伊夫·科斯卡 | 55.28%                 | [ 30 ] [ 31 ]          |
| 2021年法国省级选举     | 上塞纳省               | 市镇                   |                        | 桑德里娜·布尔 伊夫·科斯卡 | 39.69%                 |                        | 桑德里娜·布尔 伊夫·科斯卡 | 57.07%                 | [ 30 ] [ 31 ]          |
| 2021年法国大区选举     | 法蘭西島大區           | 市镇                   |                        | 瓦莱丽·佩克雷斯           | 41.63%                 |                        | 瓦莱丽·佩克雷斯           | 49.47%                 | [ 32 ]                 |
| 2022年法国总统选举     | 法國                   | 市镇                   |                        | 埃马纽埃尔·马克龙         | 34.82%                 |                        | 埃马纽埃尔·马克龙         | 77.91%                 | [ 27 ]                 |
| 2022年法国立法选举     | 上塞纳省第十二选区     | 市镇                   |                        | 让-路易·布朗热            | 32.97%                 |                        | 让-路易·布朗热            | 58.35%                 | [ 27 ]                 |
| 2024年欧洲议会选举     | 法國                   | 市镇                   |                        | 拉斐爾·格魯克斯曼         | 18.63%                 | （不适用）             | （不适用）                | （不适用）             | [ 27 ]                 |
| 2024年法国立法选举     | 上塞纳省第十二选区     | 市镇                   |                        | 让-迪迪埃·贝尔热          | 41.73%                 |                        | 让-迪迪埃·贝尔热          | 55.86%                 | [ 27 ]                 |

## 人口
2021年，克拉马市镇人口数量为54,491，在法国排名第111位。其中男性25,861人，女性28,630人，75岁及以上人口占7.5%，外籍人口数量为6,070人，人口密度为6,213人/平方公里，当地居民被称为（男性）或（女性）。2022年，克拉马境内出生691人，死亡人口479人。
| 克拉马1901年－2021年人口变化情况 |
|                                  |
| 数据来源：Cassini、INSEE         |

## 经济

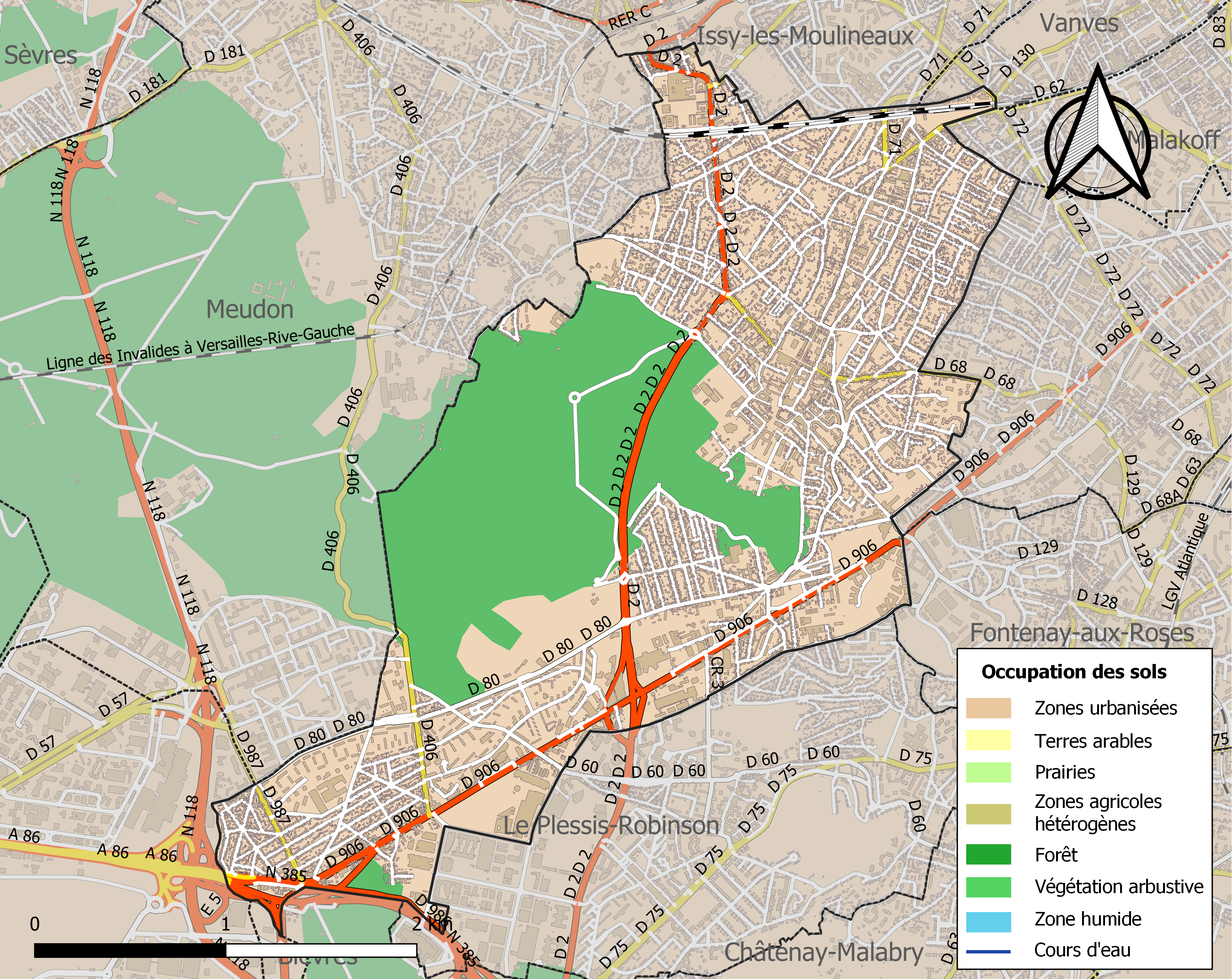
克拉马土地利用情况地图

克拉马是巴黎西南郊区的一个卫星城。截至2024年10月，克拉马市镇范围内共有各类用人单位（包含自雇）8,839家，平均历史为13年，其中98.96%为中小型企业（PME），2024年8月至10月间，当地的经济活力指数为0。（汽车销售）、亿滋国际法国（Mondelez France SAS，副食品销售）及亿滋国际法国生产厂（Mondelez France Biscuits Production SAS - LF SAS，副食品加工）是当地2022年已公布营业额最高的三个企业，分别为4,314,189,803欧元、1,706,903,770欧元和197,001,435欧元。

## 财政与居民收入
2022年，克拉马的财政收入总额为87,980,500欧元，财政支出总额为92,559,200欧元，当年的债务总额为110,571,000欧元。2022年，克拉马市镇通过增值税获得3,122,250欧元的收入，此外当地还共获得了3,130,250欧元的国家直接财政补助。
| 克拉马居民收入情况                               | 克拉马居民收入情况 | 克拉马居民收入情况    | 克拉马居民收入情况 |
| 内容                                             | 克拉马             | 法国                  | 统计年份           |
| ------------------------------------------------ | ------------------ | --------------------- | ------------------ |
| 征税家庭总数                                     | 23,312             | 1,081（法国市镇平均） | 2022年             |
| 居民平均月收入                                   | 3,733欧元          | 2,435欧元             | 2022年             |
| 高级职员人均月收入                               | 5,130欧元          | 4,331欧元             | 2021年             |
| 中级职员人均月收入                               | 2,720欧元          | 2,470欧元             | 2021年             |
| 普通职员人均月收入                               | 1,984欧元          | 1,801欧元             | 2021年             |
| 贫困率                                           | 11%                | 14.5%                 | 2020年             |
| 青壮年（15至64岁）失业率                         | 9.4%               | 7.4%                  | 2020年             |
| 征税家庭数量占比                                 | 63.1%              | 45.5%                 | 2020年             |
| 家庭年均纳税                                     | 8,080欧元          | 4,393欧元             | 2022年             |
| 资料来源：INSEE、L'Internaute、Le Journal du Net |                    |                       |                    |

## 社会事务

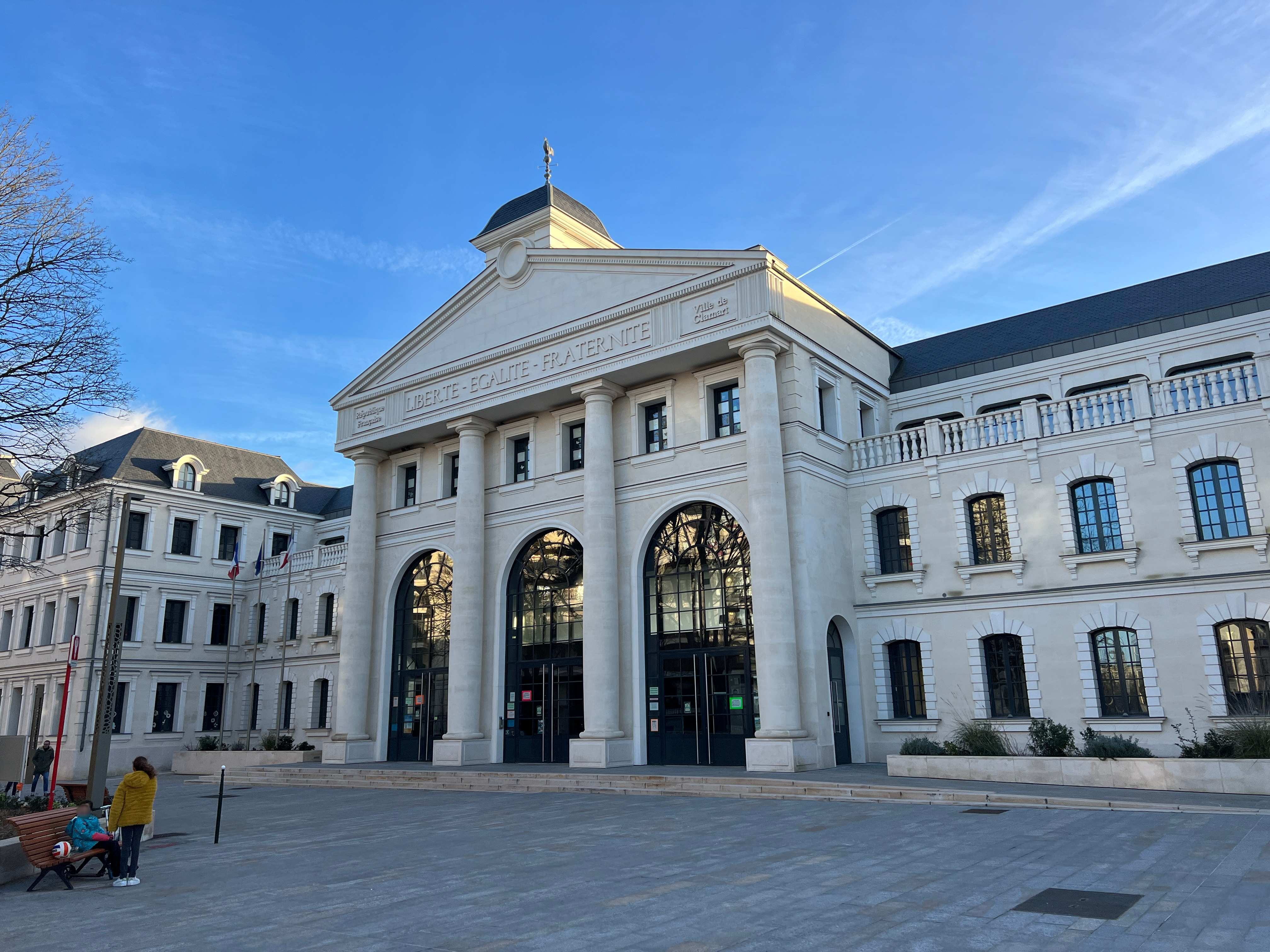
克拉马的一所学校

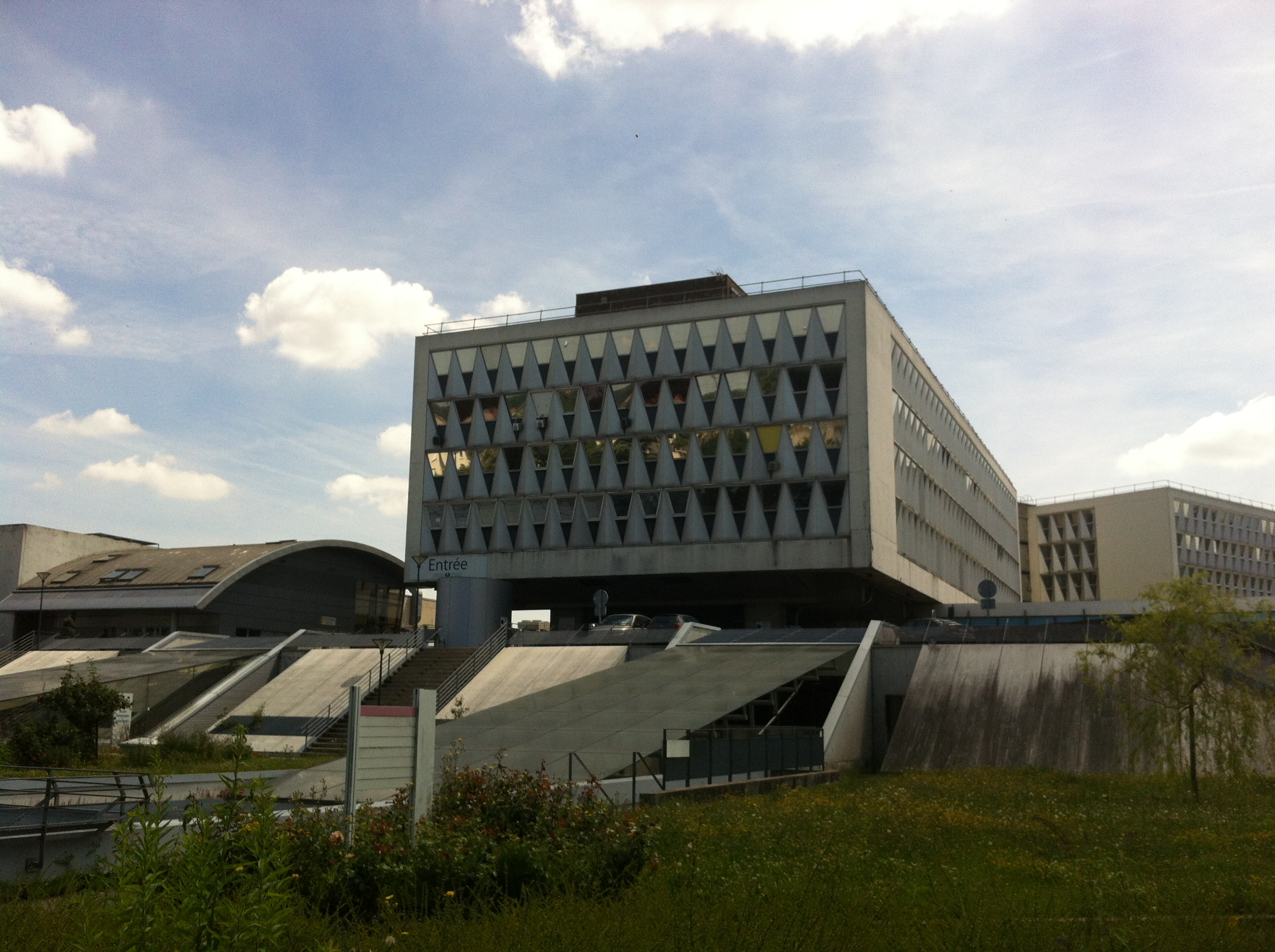
安托万·贝克莱尔医院

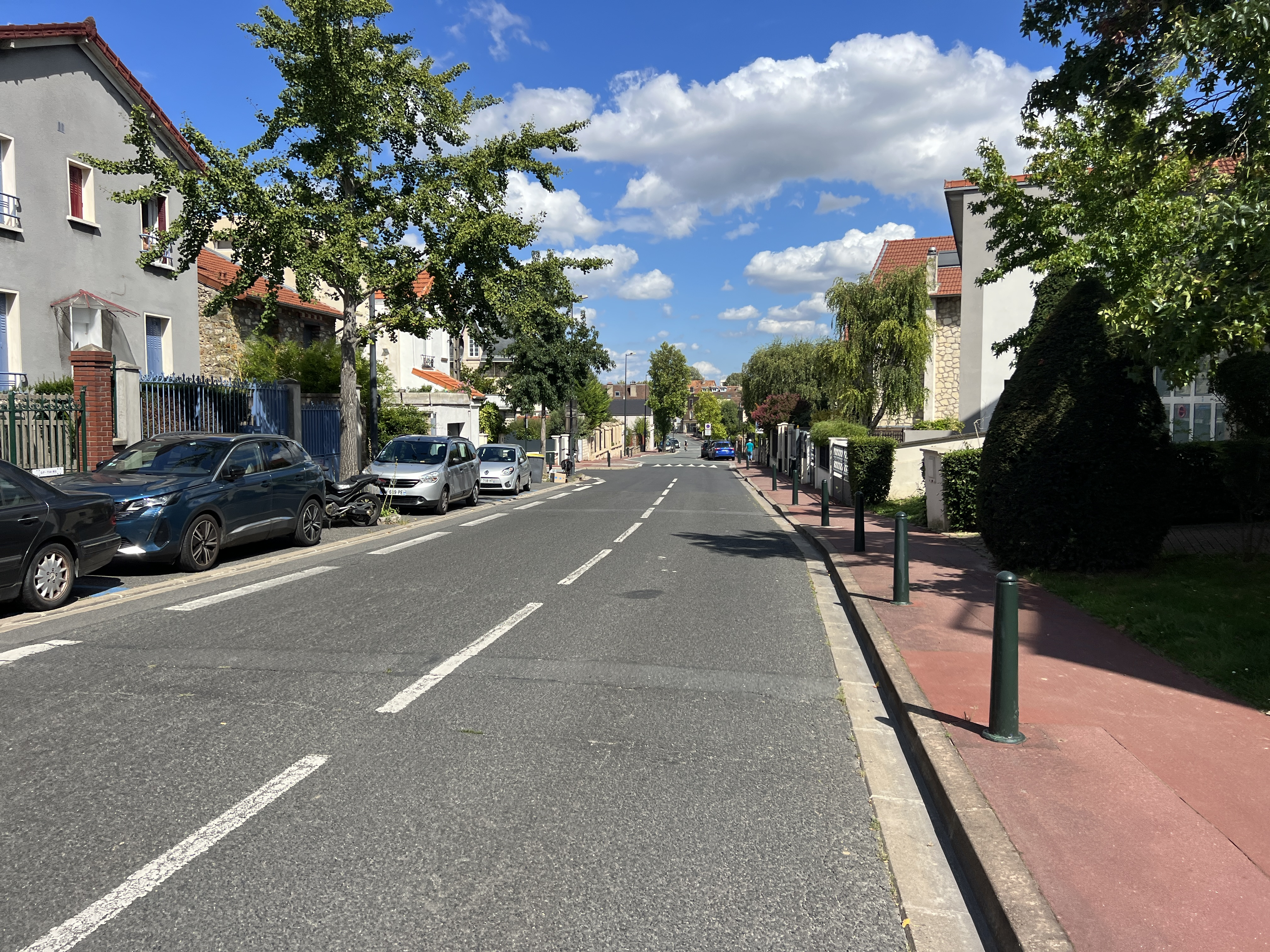
弗勒里街

### 教育
克拉马属于凡尔赛学区。截至2023年1月1日，克拉马境内共有10所幼儿园、13所小学、4所初级中学和1所普通高中，其中1所高中开设有大学校预科班。2022至2023学年度，克拉马境内共有在校中等教育阶段学生3,839名。
在高等教育方面，克拉马境内建有一所卫生学校。

### 医疗
截至2023年1月1日，克拉马境内共有全科医生39名、保健师42名、牙医21名、护士47名、耳科医生1名、眼科医生1名、皮肤科医生4名、助产士7名、儿科医生4名和妇科医生3名。境内共有药房15家、养老院7家、残疾人帮扶中心3家。
安托万·贝克莱尔医院是法国的一个区域性医疗机构，亦是巴黎公共医疗集团的成员，其主病区医院位于克拉马市区南部，该院设有床位411个，是克拉马境内规模最大的公立综合性医院；佩尔西军事医院位于克拉马市区西北部，该院设有床位294个，常年向军人及普通民众开放。

### 住房
2021年，克拉马境内共有各类住房25,857套，其中26.7%为独立式住宅，72.4%为集中式住宅。常住房屋占克拉马市镇范围内居民建筑总量的91.1%。
在住房保障政策方面，2023年，克拉马境内共有9,620户家庭获得了家庭津贴补助，受益人数占总人口数量的17.7%，其中3,535份为房租补助。

### 商业
2021年，克拉马境内共有各类实体商铺1,077家，其中餐厅135家、大型超市12家、杂货店30家、面包房34家、肉铺14家、书店6家、装饰品店2家、银行门店18家、美容美发店43家、汽车维修店41家。克拉马镇中心建有Monoprix、Franprix、Super U、Lidl等超市。

### 体育
2023年，克拉马境内共有1家游泳池、8间体育馆、3座综合体育场、1处网球场、2处足球或橄榄球场以及7处篮球或排球场。
截至2024年10月，克拉马境内共有四家注册足球俱乐部。克拉马市政体育足球俱乐部（Club Sportif Municipal de Clamart Football，编号553138）是当地的代表性足球队，成立于1945年，其主队2024至2025赛季参加上塞纳省足球联赛乙组（法国第十级别），其主场为平原球场（Stade de la Plaine）。

### 环境
克拉马的环境事务由其所属的大巴黎都会区联合各级政府协调负责。2021年，克拉马境内共有1家污染企业。

### 治安
2021年，克拉马市镇范围内共有2处派出所。
克拉马警区（zone police de Clamart）的管辖范围共包括两个市镇。2020年，该警区累计记录各类案件3,221起，其中盗窃类案件1,746起，经济类案件405起，毒品交易类案件162起。

## 文化
2023年，克拉马境内共有1家剧场、1家电影院、1家博物馆和1家音乐厅。克拉马境内建有拉比昂德里多媒体中心（Médiathèque La Buanderie），每周二至六及每年十月至次年四月间的每周日向公众开放。

### 建筑
克拉马境内有多处历史建筑，其中圣伯多禄-圣保罗教堂、朱尔·于纳贝尔小教堂、费拉里疗养院等为法国国家文物保护单位。

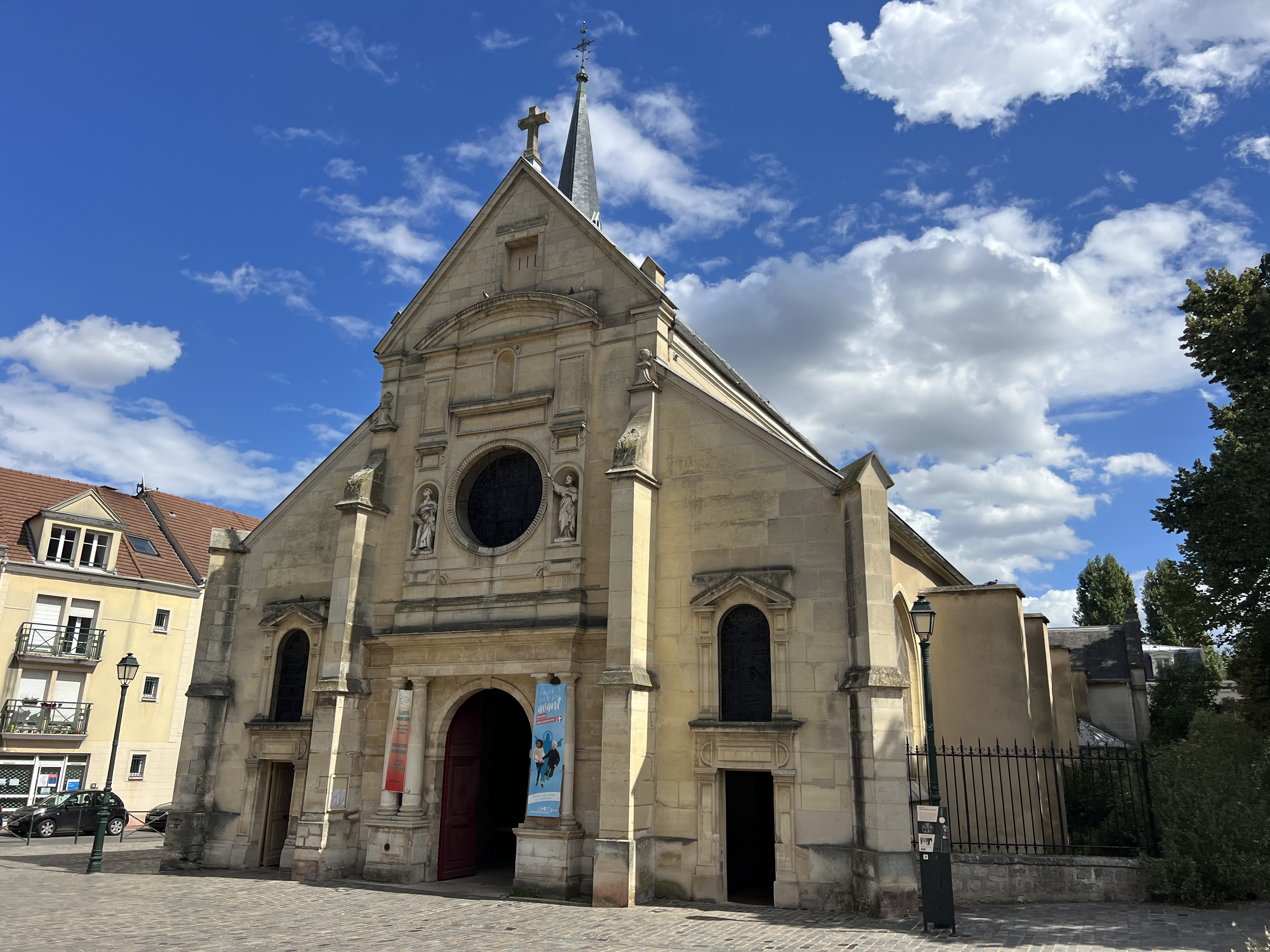
圣伯多禄-圣保罗教堂（法语：Église Saint-Pierre-Saint-Paul de Clamart）
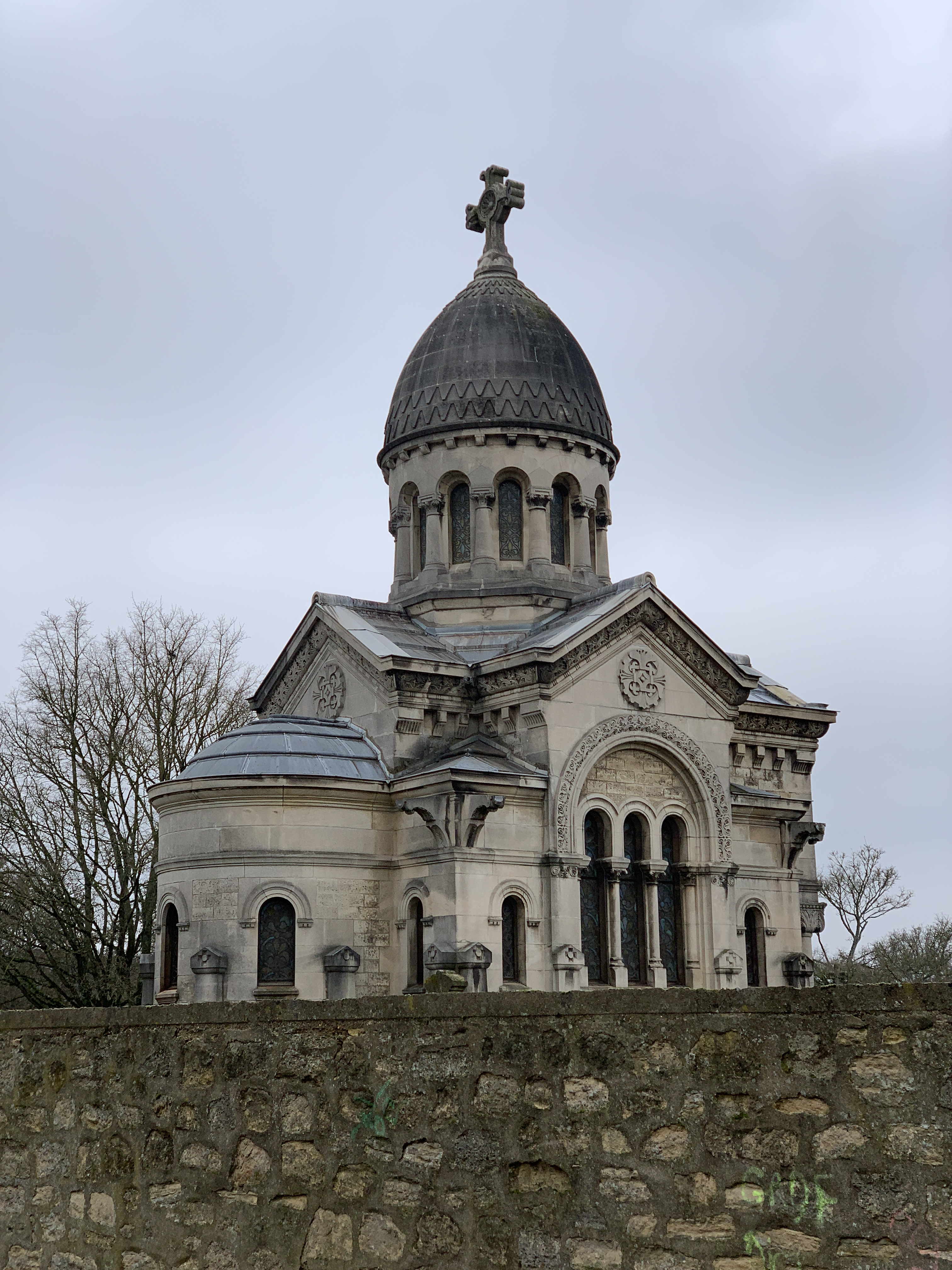
朱尔·于纳贝尔小教堂（法语：Chapelle funéraire de Jules Hunebelle）
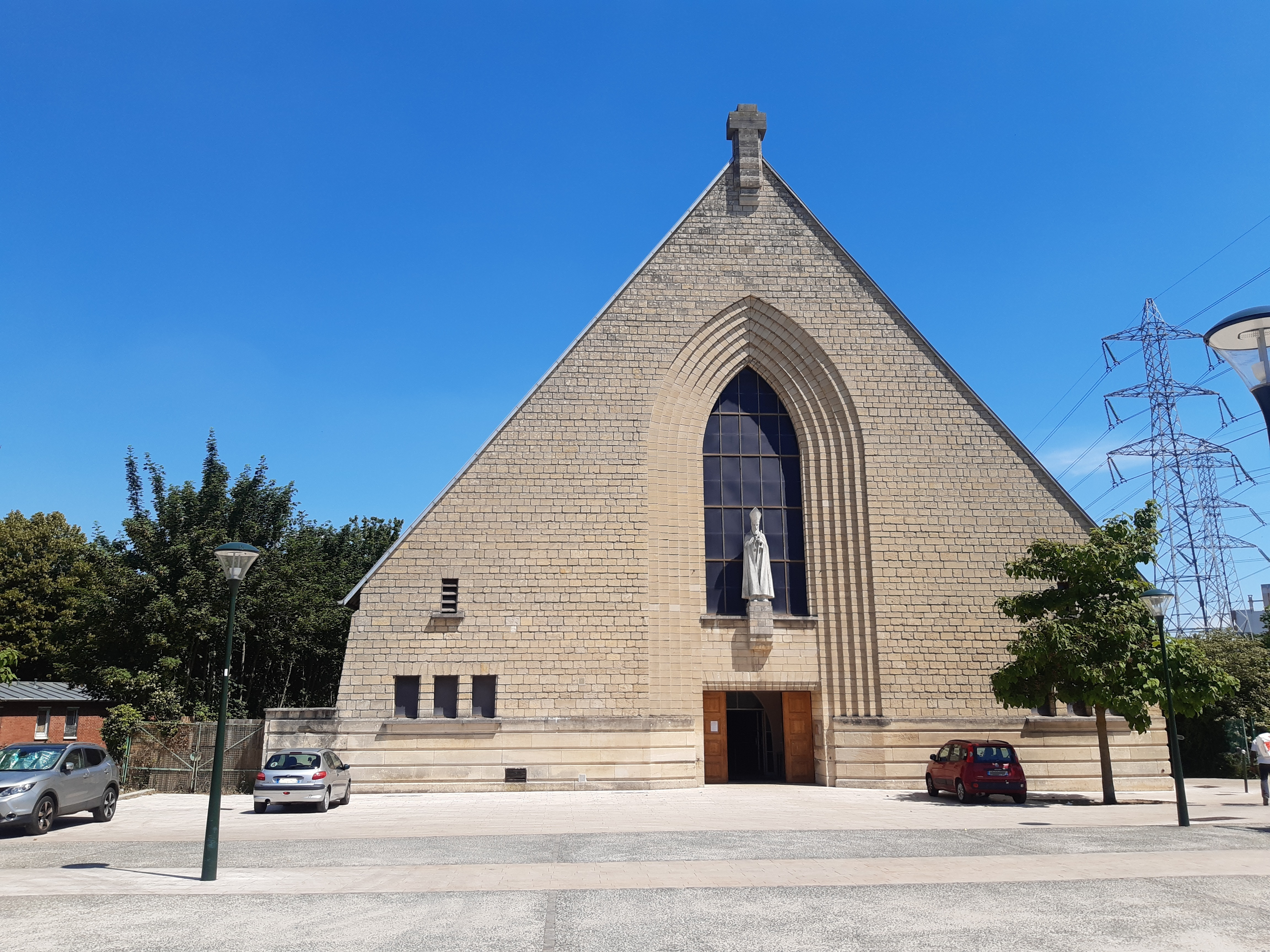
圣弗朗索瓦德萨勒教堂（法语：Église Saint-François-de-Sales de Clamart）
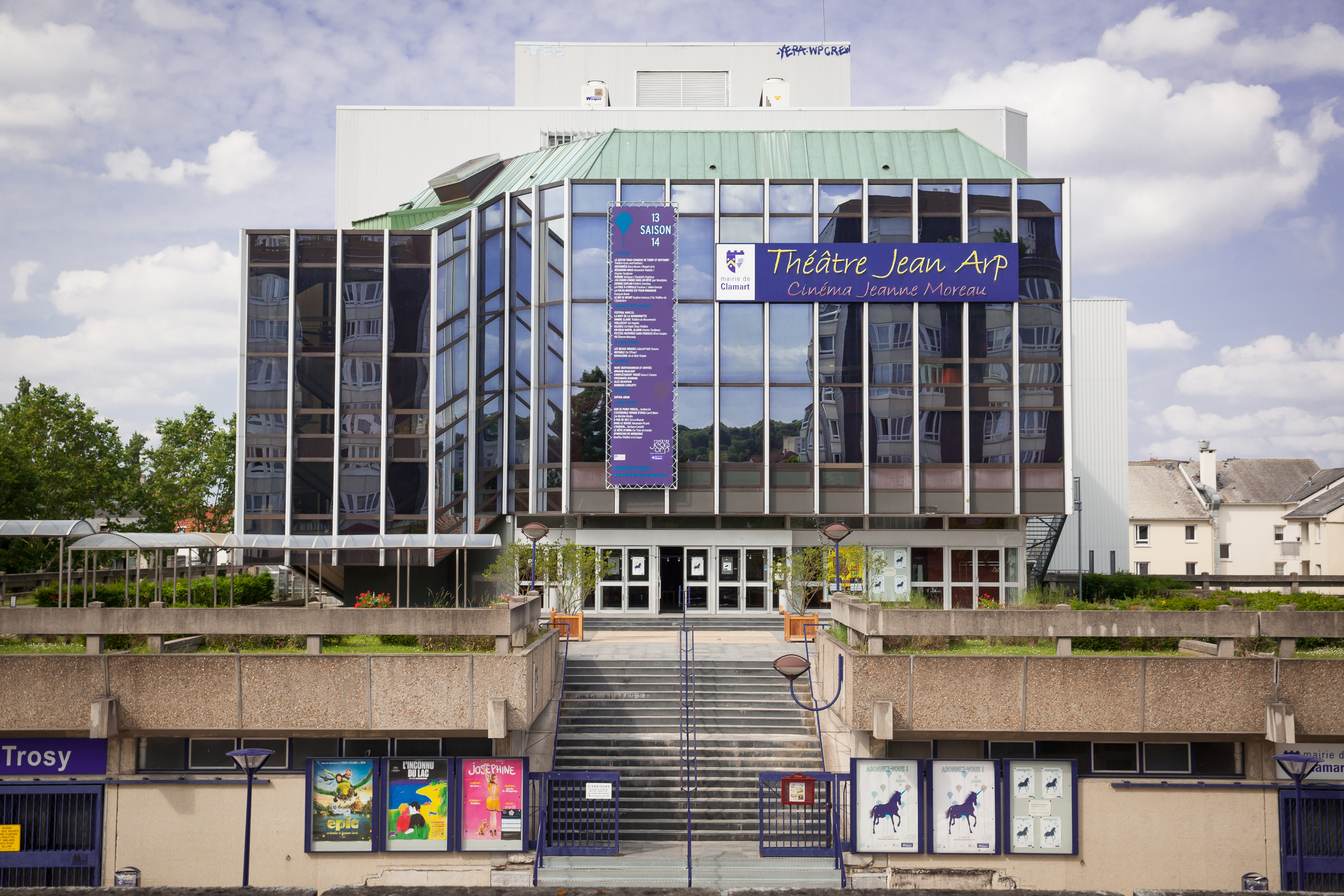
让·阿尔普剧场（法语：Théâtre Jean-Arp）
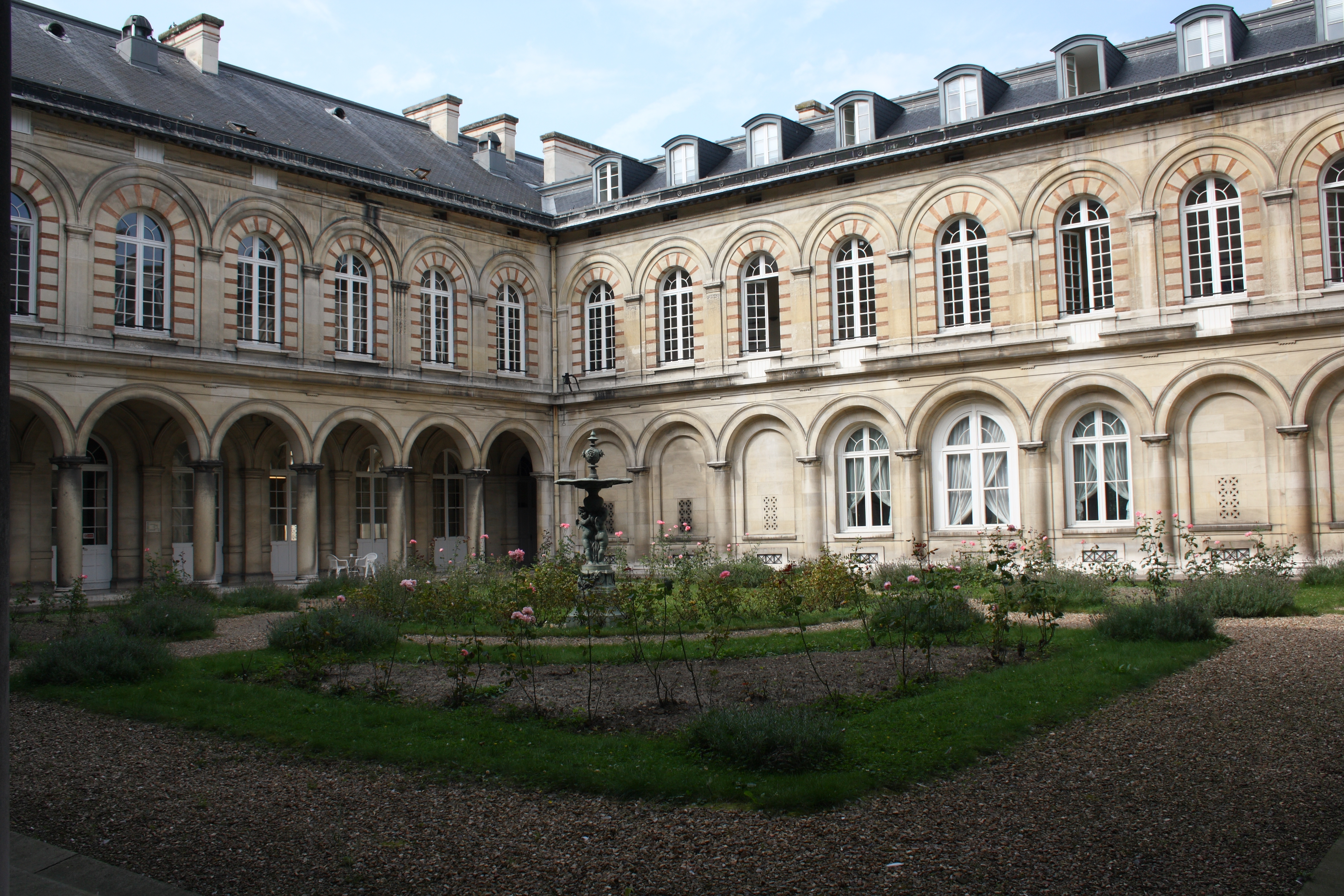
费拉里疗养院（法语：Maison de retraite Ferrari）
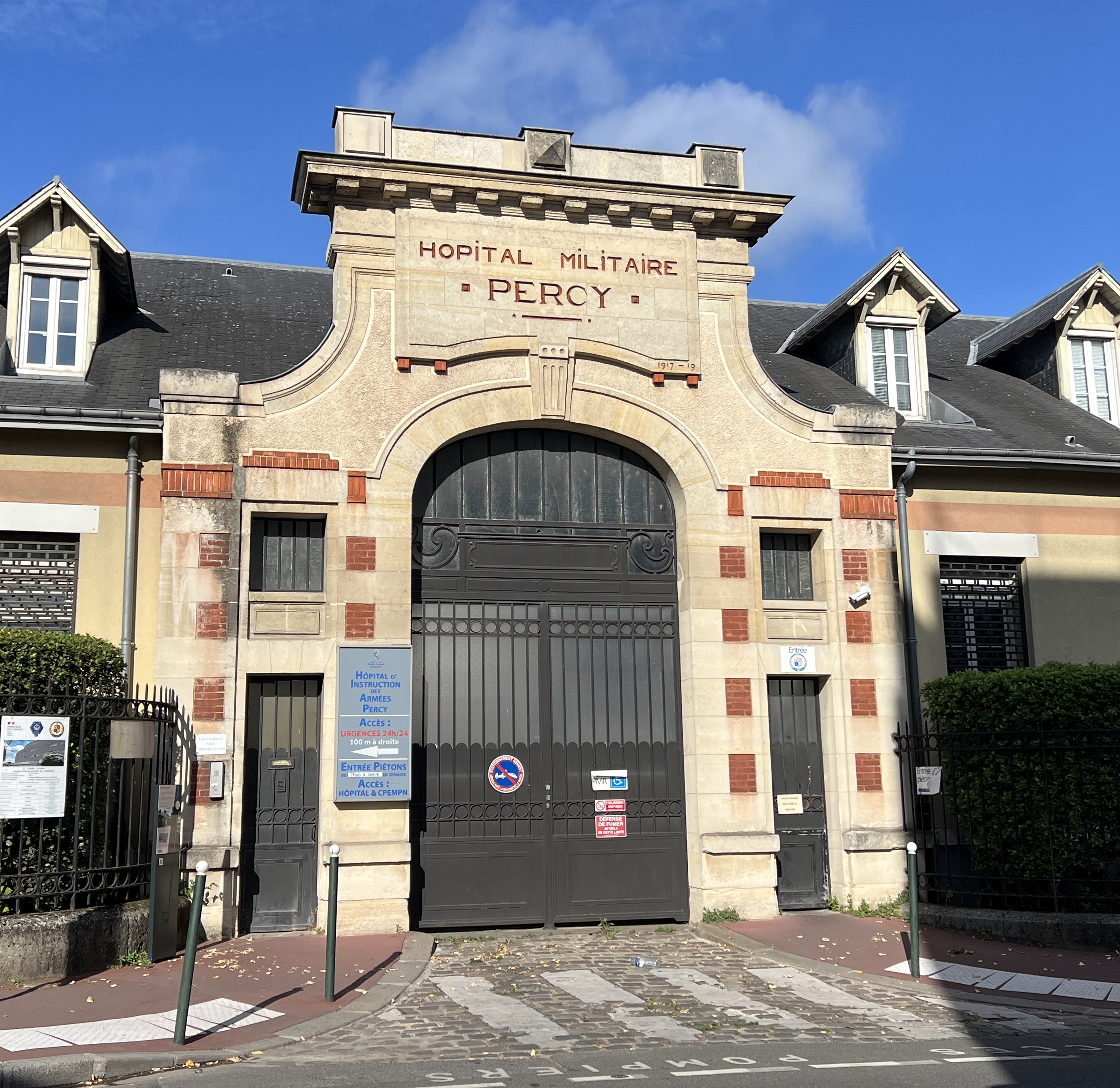
军事医院大门
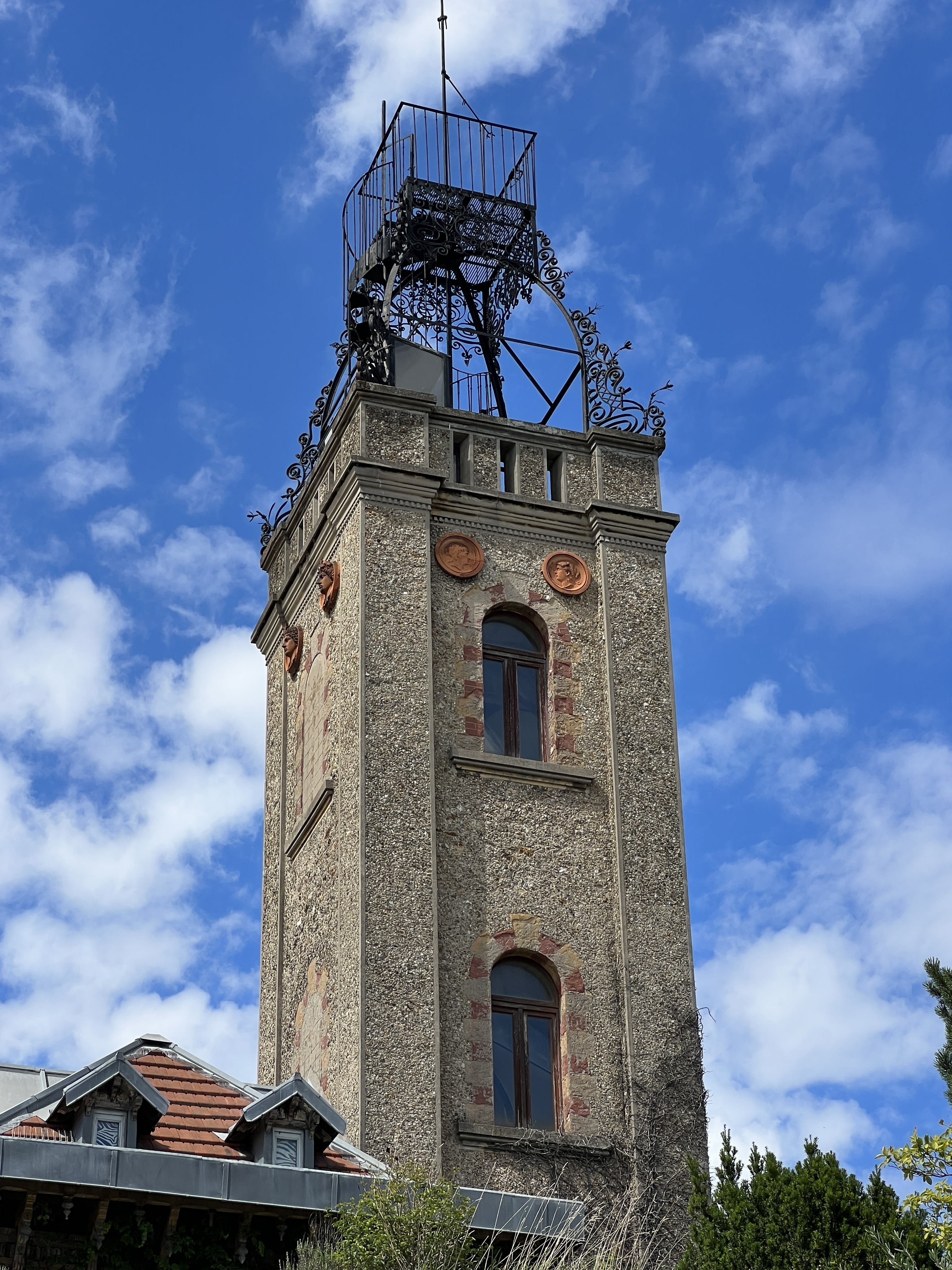
方塔
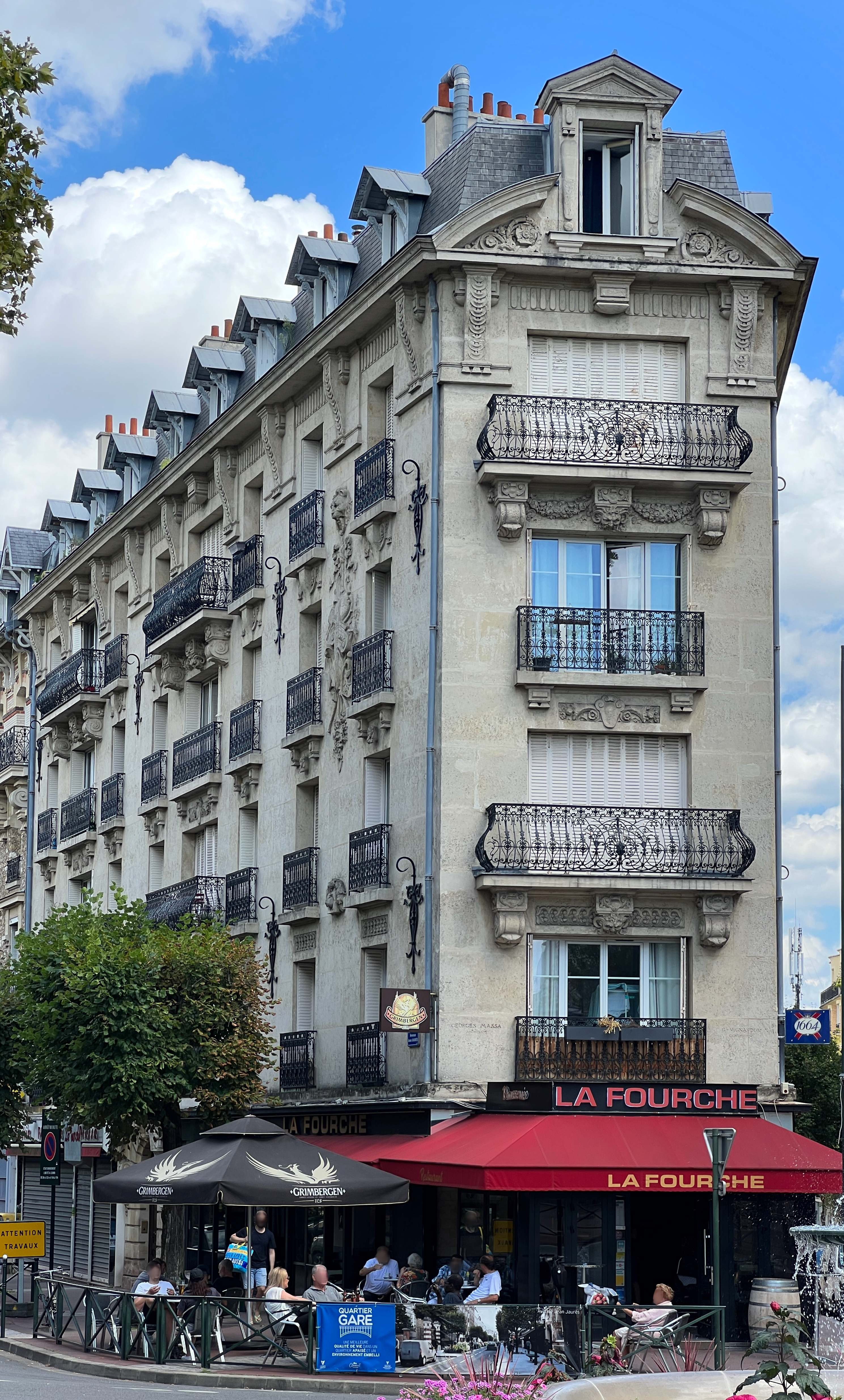
叉楼

### 旅游
克拉马的旅游事务由其所属的大巴黎都会区联合各级政府协调负责。2024年，克拉马境内共有4家酒店共计182间房间。

### 媒体
法国主要的媒体均可在克拉马接收，法国电视三台下属的法兰西岛大区频道在部分时段播出克拉马所在上塞纳省的地方新闻。《巴黎人报》、蓝色法兰西巴黎广播、BFM电视台法兰西岛频道等是当地主要的地方性媒体。

## 相关人物
法国前总理加布里埃尔·阿塔尔、女演员达妮·罗班及安娜·吉拉尔多、作曲家让-巴蒂斯特·罗班、击剑运动员马克西姆·波蒂、赛艇运动员朱利安·德普雷斯、柔道运动员基利安·勒布卢克、田径运动员安德烈·卡斯塔内、女子柔道运动员羅曼·迪科、女子铁人三项运动员莱奥妮·佩里奥、女高尔夫球运动员席琳·波蒂尔、女子帆船运动员埃莱娜·德弗朗斯和足球运动员让-查尔斯·卡斯特莱托、哈特姆·本阿尔法、桑布·西索科、奥利维耶·韦尔东、马努比·哈达德出生于克拉马。

## 友好城市
截至2024年10月，克拉马共与五座城市建立了友好城市关系：
- 德国 吕讷堡
- 西班牙 马哈达翁达
- 葡萄牙 佩纳马科尔
- 亞美尼亞 阿尔塔沙特
- 英格兰 斯肯索普